# MarVista Entertainment
MarVista Entertainment es un estudio de cine independiente estadounidense con sede en Westwood, Los Ángeles, California. Además funciona como distribuidora de contenidos de series televisivas, anime y películas. Ha trabajado con compañías como Disney y Toei Animation.

## Historia
MarVista fue fundada en 2003 por Michael D Jacobs Fernando y Joseph Szew como distribuidor de programación de terceros por encargo. A partir de 2015, MarVista había ampliado su biblioteca de 250 horas de programación licenciada a más de 2.500 horas para las cadenas de televisión y otros canales de distribución global en sus 125 territorios, incluyendo vídeo bajo demanda (VOD), suscripciones de vídeo bajo demanda (SVOD) y plataformas de banda ancha a través de MarVista Digital Entertainment (MVDE).
MVDE fue lanzado en 2014 para manejar la distribución y licenciamiento de los contenidos digitales de la compañía en Norteamérica.
A partir de la adquisición de inversiones de capital en 2011, la empresa también comenzó a crear su propio contenido televisivo y de largometrajes.
En 2016, MarVista y SpectreVision anunciaron un acuerdo para coproducir cuatro películas de terror y suspenso durante los dos años siguientes.
En diciembre de 2021, Fox Corporation anunció que había adquirido MarVista Entertainment. La compra se suscita con el fin de que estudio desarrolle contenidos originales para Tubi, el servicio de streaming de Fox apoyado por publicidad, al tiempo que seguirá produciendo y distribuyendo contenidos para emisoras y plataformas de terceros.

## Series televisivas
La siguiente lista compone el contenido distribuido y/o producido por MarVista:
- La lista de Jessica Darling
- 1000 a 1: La historia de Cory Weissman
- 12 días perros hasta Navidad
- 16 deseos
- A Deadly Obsession
- A Star for Christmas
- Adrenalina de mujer
- Aguas revueltas
- All Hallow's Eve
- Amor a los cuarenta
- Amor en Boston
- Annabelle y los fantasmas de Nantucket
- Atrapados en Navidad
- Aviones de papel
- Bobby y los cazafantasmas
- Conexiones
- Detalles menores
- Digimon Fusion
- El concurso de baile
- El corazón de la nación
- El mejor de los deseos
- El rincón de Crawford
- El árbol nacional
- Elopement, Secuestro: 48 horas de horror
- Eres tan Cupido
- Estrella fugaz
- Fantasmas de Navidad
- Genia malvada y sexy
- Gibby
- Hércules salva la Navidad
- Héroes: La Leyenda de los Discos de Batalla
- Julius Jr.
- Justin Bieber: el próximo capítulo
- Kamen Rider: Dragon Knight
- La cuarta esposa
- La leyenda de Sarila
- La Navidad de Holly
- La patrulla de Zula
- La vida de Brittany Murphy
- Las hermanas vampiro
- Las hermanas vampiro 2: Murciélagos en el estómago
- Las hermanas vampiro 3: Viaje a Transilvania
- Los lentes mágicos de Moe
- Los Pee Wee: El invierno que cambió mi vida
- Los pequeños Savages
- Luna de miel mortal
- Mark y Russell en un viaje sin licencia
- Mentiroso Jack
- Mi aventura en África
- Misterio en Appletown
- Mulan, la leyenda de una guerrera mítica
- Nicki Minaj: Pink Planet
- Nicky Deuce
- Nuevas estrellas
- Oddball
- Pop Star
- Power Rangers:
  - Power Rangers Samurai: Clash of the Red Rangers The Movie
  - Power Rangers: Megaforce
  - Power Rangers: Samurai
- Radio Rebel
- Recital de Navidad: Peligro en la montaña
- Rock It!
- Shattered Silence
- Solo en Navidad
- Stevie
- Subir el nivel
- The Swap
- Taking 5: Mis bellas secuestradoras
- Taylor Swift: Desde el corazón
- The House Sitter
- Todo lo que ella desea
- Todo lo que quiero es una Navidad
- Tormenta de meteoritos
- Un amor verdadero
- Un cachorro para Navidad
- Un mono entrometido
- Un novio para mamá
- Una Navidad con Tucker
- Yo-kai Watch[7]
- Yo-kai Watch: La película
- Yo-kai Watch, La película 2 ¡El gran rey Enma y las 5 historias, Nya!
- Zapped